# Phrynohyas
A Phrynohyas a kétéltűek (Amphibia) osztályába a békák (Anura) rendjébe és a levelibéka-félék (Hylidae) családjába tartozó nem.

## Rendszerezés
A nembe az alábbi 7 faj tartozik.
- Phrynohyas coriacea
- Phrynohyas hadroceps
- Phrynohyas imitatrix
- Phrynohyas lepida
- Phrynohyas mesophaea
- Phrynohyas resinifictrix
- Gyantafészek-építő béka (Phrynohyas venulosa)

## Terráriumban
Felnőttkori mérete: 5–8 cm. Temperamentum: szelídek, éjszaka aktívak.
Egy kis törődéssel ezek a békák jól elvannak, sőt még szaporodhatnak is fogságban. Társas lények. A terráriumot úgy kell berendezni, hogy legyen nekik mászófelület. Erre a parafa a legalkalmasabb, mert nehezebben penészedik és jól bírja a vizet. Fontos egy kis vizestálka is. Éjszakánként aktívak, ekkor szeretnek ugrándozni, pancsolni. Ne tegyünk be nekik túl sok vizet, mert belefulladhatnak. A vízszint olyan magas legyen, hogy a benne ülő béka feje kiemelkedjen a vízből, tehát valójában tocsogó legyen. Aljzatként műfű vagy nagyobb kavicsok a legjobbak. A kis kavicsokat és a tőzeget megehetik. Hőmérséklet: kb 25 °C+ heti néhány óra UVB. Páratartalom: 80% körül.
A tocsogóban a vizet gyakran kell cserélni. A terráriumból az ürüléket és a döglött rovarokat mielőbb el kell távolítani. Ennivaló: tücsök, lisztkukac vitaminporral (Fire Belly Toad Dust, Corvimin). Ügyelni kell arra, hogy mint a legtöbb terráriumban tartott állatot, őket is könnyű túletetni. Bezabálhatnak, elhízhatnak. De szelídek, akár kézből is lehet őket etetni.